# بخش سن خاویر (سانتافه)
بخش سن خاویر (به اسپانیایی: Departamento San Javier) یک منطقهٔ مسکونی در آرژانتین است که در استان سانتافه واقع شده‌است. بخش سن خاویر ۶٬۹۲۹ کیلومتر مربع مساحت و ۲۹٬۹۱۲ نفر جمعیت دارد.